# بوم‌شناسی شمالگان

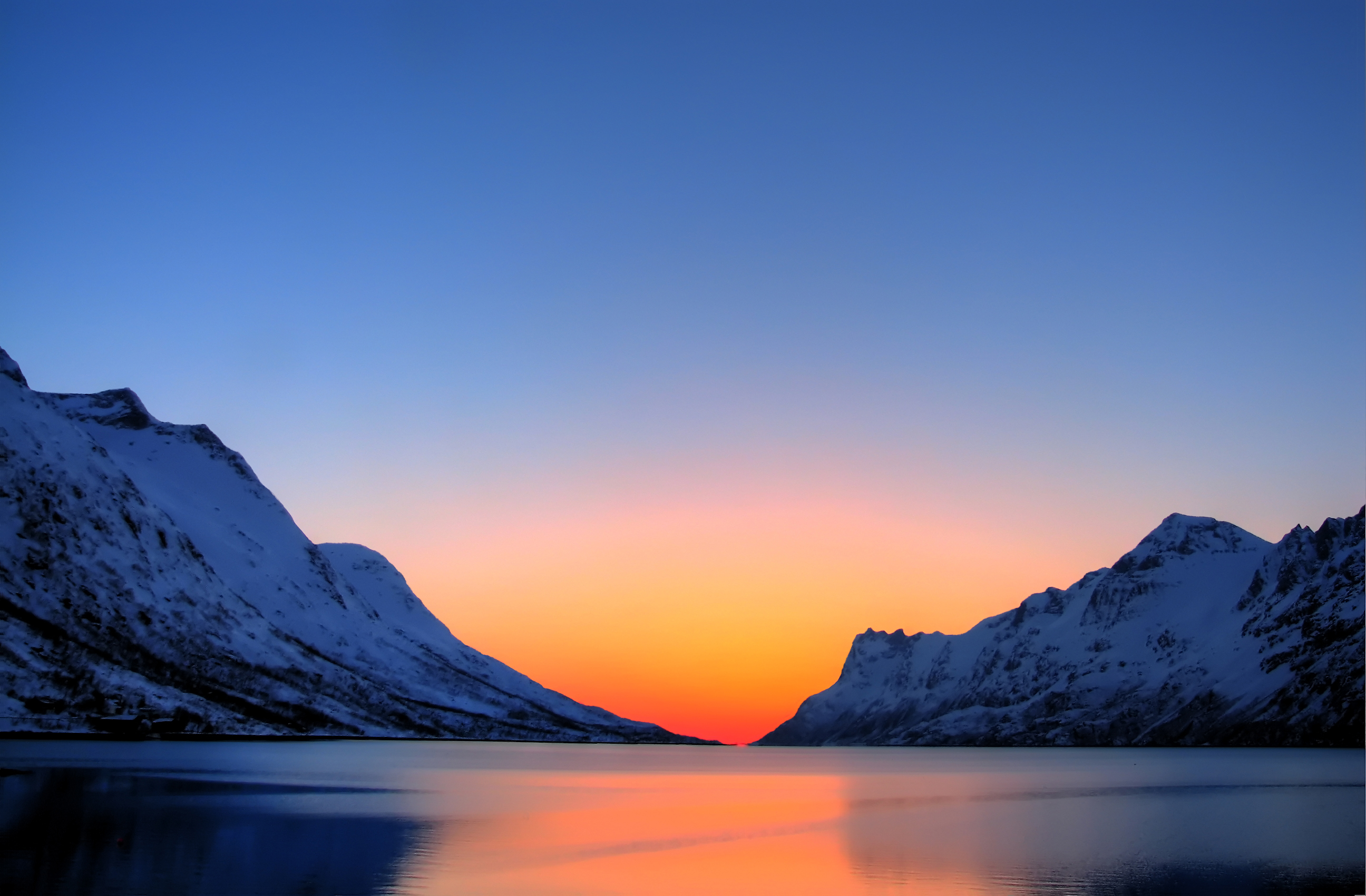
غروب خورشید در منطقه قطب شمال

بوم‌شناسی شمالگان (به انگلیسی: Arctic ecology) مطالعه علمی روابط بین عوامل زنده و غیرزنده در شمالگان، منطقه شمال مدار شمالگان (۶۶ ۳۳') است. این منطقه با شرایط استرس‌زا در نتیجه سرمای شدید، بارش کم، فصل رشد محدود (۵۰ تا ۹۰ روز) و تقریباً بدون نور خورشید در طول زمستان مشخص می‌شود. شمالگان از تایگا (یا جنگل‌های شمالی) و زیست‌بومهای توندرا تشکیل شده‌است که حتی در مناطق استوایی نیز بر ارتفاعات بسیار بالا غالب هستند. بوم‌سازگان‌های حساسی در سرتاسر منطقه قطب شمال وجود دارند که به‌طور چشمگیری تحت تأثیر گرم شدن کره زمین قرار گرفته‌اند.